# Puccinia substriata
Puccinia substriata är en svampart. Puccinia substriata ingår i släktet Puccinia och familjen Pucciniaceae.

## Underarter
Arten delas in i följande underarter:
- penicillariae
- substriata